# Proterorhinus marmoratus
Proterorhinus marmoratus é uma espécie de peixe da família Gobiidae.
Pode ser encontrada nos seguintes países: Austria, Azerbaijão, Bulgária, Canadá, República Checa, Georgia, Irão, Cazaquistão, Roménia, Rússia, Ucrânia, nos Estados Unidos da América e Uzbequistão.